# Laurence Chisholm Young
Laurence Chisholm Young (Göttingen, 14 de julho de 1905 — Madison, 24 de dezembro de 2000) foi um matemático britânico conhecido por suas contribuições para a teoria da medida, o cálculo das variações, a teoria do controle ideal e a teoria do potencial. Ele era filho de William Henry Young e Grace Chisholm Young, ambos matemáticos proeminentes. Ele se mudou para os Estados Unidos em 1949, mas nunca buscou a cidadania americana.
O conceito de medida de Young leva o seu nome: ele também introduziu o conceito de curva generalizada e um conceito de superfície generalizada  que posteriormente evoluiu no conceito de varivariedade. A integral de Young também recebeu o nome dele e agora foi generalizada na teoria dos caminhos irregulares.

## Publicações selecionadas

### Livros
- Young, L. C. (1927), The Theory of Integration, Cambridge Tracts in Mathematics and Mathematical Physics, 21, Cambridge: Cambridge University Press, pp. viii + 53, JFM 53.0207.19, available from the Internet archive.
- Young, L. C. (1969), Lectures on the Calculus of Variations and Optimal Control, Philadelphia–London–Toronto: W. B. Saunders, pp. xi+331, MR 0259704, Zbl 0177.37801.
- Young, Laurence (1981), Mathematicians and their times. History of mathematics and mathematics of history, ISBN 978-0-444-86135-1, North-Holland Mathematics Studies, 48 / Notas de Matemática [Mathematical Notes], 76, Amsterdam–New York: North-Holland Publishing Co., pp. x+344, MR 0629980, Zbl 0446.01028.

### Artigos
- Young, L. C. (1936), «An inequality of the Hölder type, connected with Stieltjes integration», Acta Mathematica, 67 (1): 251–282, JFM 62.0250.02, Zbl 0016.10404, doi:10.1007/bf02401743.
- Young, L. C. (1937), «Generalized curves and the existence of an attained absolute minimum in the Calculus of Variations», Comptes Rendus des Séances de la Société des Sciences et des Lettres de Varsovie, Classe III, XXX (7–9): 211–234, JFM 63.1064.01, Zbl 0019.21901, memoir presented by Stanisław Saks at the session of 16 December 1937 of the Warsaw Society of Sciences and Letters. The free PDF copy is made available by the RCIN –Digital Repository of the Scientifics Institutes.
- Young, L. C. (janeiro de 1942), «Generalized Surfaces in the Calculus of Variations», Annals of Mathematics, Second Series, 43 (1): 84–103, JFM 68.0227.03, JSTOR 1968882, MR 0006023, Zbl 0063.09081, doi:10.2307/1968882.
- Young, L. C. (1942), «Generalized Surfaces in the Calculus of Variations. II», Annals of Mathematics, Second Series, 43 (3): 530–544, JSTOR 1968809, MR 0006832, Zbl 0063.08362, doi:10.2307/1968809.
- Young, L. C. (1951), «Surfaces parametriques generalisees», Bulletin de la Société Mathématique de France, 79: 59–84, MR 46421, Zbl 0044.10203, doi:10.24033/bsmf.1419.
- Young, L. C. (1954), «A variational algorithm» (PDF), Rivista di Matematica della Università di Parma, (1), 5: 255–268, MR 81437, Zbl 0059.09605[ligação inativa].
- Young, L. C. (1959), «Partial area – I» (PDF), Rivista di Matematica della Università di Parma, (1), 10: 103–113, MR 141760, Zbl 0107.27402.
- Young, L. C. (1959a), «Partial area. Part. II: Contours on hypersurfaces» (PDF), Rivista di Matematica della Università di Parma, (1), 10: 171–182, MR 141761, Zbl 0107.27402.
- Young, L. C. (1959b), «Partial area. Part III: Symmetrization and the isoperimetric and least area problems» (PDF), Rivista di Matematica della Università di Parma, (1), 10: 257–263, MR 141762, Zbl 0107.27402.
- Young, Laurence C. (1989), «Remarks and personal reminiscences», in:  Roxin, Emilio O., Modern optimal control: a conference in honor of Solomon Lefschetz and Joseph P. LaSalle, ISBN 9780824781682, Lecture Notes in Pure and Applied Mathematics, 119, New York: Marcel Dekker, pp. 421–433, MR 1013226.